# Asparges
Asparges, auch Dänische Spargelkartoffel, ist eine alte dänische Kartoffelsorte. 

## Beschreibung
Die Kartoffelsorte ‘Asparges’ hat ihren Ursprung im Jahr 1872, stammt aus dem Land Dänemark und ist eine der ältesten Kartoffelsorten dieses Landes. Sie hat eine große Ähnlichkeit mit der französischen Kartoffelsorte La Ratte. Man kann den Unterschied zwischen der ‘Asparges’ und der La Ratte kaum erkennen, aber mit längerem Hinsehen fällt auf, dass sie eine andere Kartoffelform hat. Sie bekommt beim längeren Lagern später Triebe als La Ratte, auch die Anzahl der Triebe ist geringer und der Wuchs kürzer. Der Geschmack ist fein und edel.